# Bioplastica

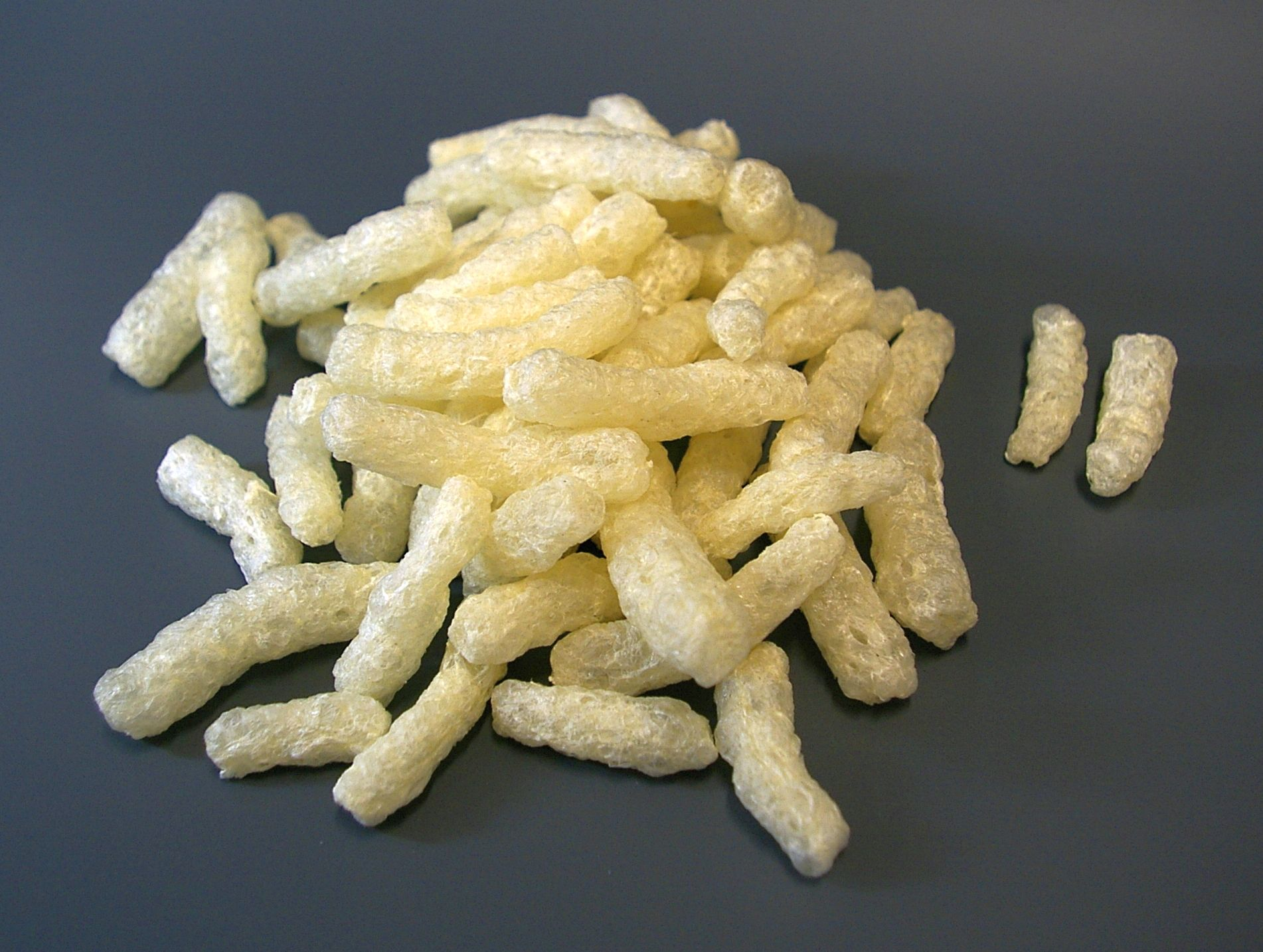
Elementi per imballaggi ottenuti in bioplastica.

La bioplastica è un materiale costituito da varie famiglie di polimeri che, a differenza della comune plastica derivata da fonti fossili, possono essere biodegradati da microorganismi decompositori. Solitamente si ottiene partendo da piante come il mais, ma alcuni tipi possono essere anche di derivazione petrolchimica. Secondo la definizione data dalla European Bioplastics, la bioplastica è un tipo di plastica che può:
- derivare interamente da materie prime di natura petrolchimica ed essere biodegradabile (per esempio PBAT, PCL, PBS)
- derivare parzialmente o interamente da biomasse e non essere biodegradabile ma riciclabile assieme alla plastica petroderivata (per esempio bio-PET, bio-PP, bio-PE)
- derivare parzialmente o interamente da biomasse ed essere biodegradabile (le cosiddette "bioplastiche vere" o "bio-based"[2], come ad esempio PHA, PHB e le plastiche a base di amido come il PLA)

Secondo la definizione data da Assobioplastiche, per bioplastiche si intendono quei materiali e quei manufatti, siano essi da fonti vegetali rinnovabili che non rinnovabili di origine fossile, che hanno la caratteristica di essere biodegradabili e compostabili. Assobioplastiche suggerisce quindi di non includere nelle bioplastiche quelle derivanti (parzialmente o interamente) da biomassa che non siano biodegradabili e compostabili, indicandole piuttosto con il nome "plastiche vegetali".

## Sviluppo e storia delle bioplastiche
Le bioplastiche sono materiali più complessi, più costosi e più difficili da ottenere rispetto alle plastiche derivate dal petrolio, ma hanno grandi vantaggi ambientali ed economici rispetto a queste, come minori emissioni di CO2 per la loro produzione, biodegradabilità e/o origine da fonti rinnovabili. Forniscono inoltre anche un sostegno al comparto agricolo grazie alla catena di equipaggiamento delle materie prime.
Di seguito vengono elencate le principali tappe storiche riguardanti questa classe di polimeri sintetici:
- 1825: il poliidrossibutirrato viene isolato e caratterizzato dal microbiologo francese Maurice Lemoigne[5];
- 1855: prima versione prodotta (inferiore) del linoleum[6];
- 1862: alla Great London Exhibition, Alexander Parkes espone Parkesine, il primo termoplastico. La parkesina è composta da nitrocellulosa e aveva proprietà molto buone, ma mostrava un'estrema infiammabilità[7];
- 1897: ancora oggi prodotta, la Galalith è una bioplastica a base di latte creata dai chimici tedeschi nel 1897. La Galalith si trova principalmente nei bottoni[8];
- 1907: Leo Baekeland inventò la bachelite, che ricevette il National Historic Chemical Landmark per le sue proprietà di non conduttività e resistenza al calore. Viene utilizzata negli involucri di radio e telefoni, stoviglie, armi da fuoco e molti altri prodotti[9];
- 1912: Brandenberger inventa il cellophane in legno, cotone o cellulosa di canapa[8];

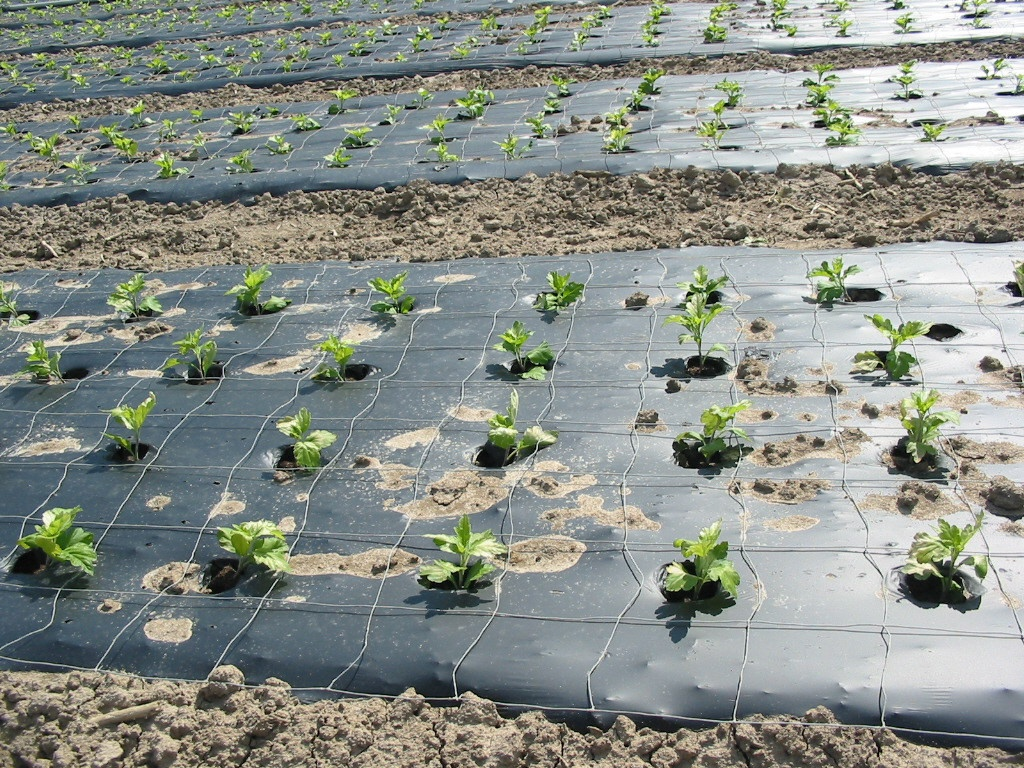
Film di pacciamatura in bio-flex di miscela di acido polilattico (PLA).

- Anni '20: Wallace Carothers riesce ad ottenere della plastica molto simile a quella petroderivata grazie all'acido polilattico (PLA). Il PLA è però molto costoso da ricavare con le tecnologie dell'epoca e non viene prodotto in serie fino al 1989[10];
- 1926: Maurice Lemoigne inventa il poliidrossibutirrato (PHB), la prima bioplastica a base di proteine batteriche[8];
- Anni '30: la prima auto in bioplastica fu realizzata con semi di soia da Henry Ford[8][11];
- 1940-1945: durante la seconda guerra mondiale, si assiste ad un aumento della produzione di plastica poiché viene utilizzata in molti materiali bellici. A causa dei finanziamenti e della supervisione del governo, la produzione statunitense di plastica (in generale, non solo bioplastiche) è triplicata nel periodo 1940-1945[12]. Il cortometraggio del governo degli Stati Uniti del 1942 The Tree in a Test Tube illustra il ruolo principale svolto dalle bioplastiche nello sforzo di vittoria della seconda guerra mondiale e nell'economia americana dell'epoca[13][14]; Bioplastica biodegradata dopo un periodo di due mesi di compostaggio.

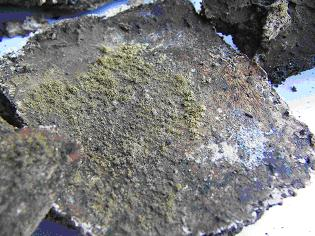
Bioplastica biodegradata dopo un periodo di due mesi di compostaggio.

- Anni '50: l'amylomaize (mais con contenuto di amilosio > 50%) fu ottenuto con successo e iniziarono a essere esplorate applicazioni commerciali di bioplastiche[15]. Si osserva un calo nella ricerca e sviluppo di bioplastica a causa dei prezzi bassi del petrolio, tuttavia la ricerca sulle plastiche sintetiche continua;
- Anni '70: il movimento ambientalista stimola un maggiore sviluppo delle bioplastiche[12];
- 1983: viene avviata la prima azienda di bioplastiche, Marlborough Biopolymers, che utilizza una bioplastica a base di batteri chiamata "biopal"[16];
- 1989: l'ulteriore sviluppo del PLA viene fatto grazie alle ricerche del Dr. Patrick R. Gruber quando scopre come ottenere PLA dal mais (più precisamente dall'amido delle pannocchie).
- 1990: viene creata l'azienda italiana leader nel settore delle bioplastiche Novamont. Essa utilizza il "Mater-Bi", una bioplastica, in molteplici applicazioni diverse[17];
- 1992: su Science è riportato che il PHB può essere prodotto dalla pianta Arabidopsis thaliana[18];
- Fine anni '90: lo sviluppo dell'amido TP e BIOPLAST dalla ricerca e produzione dell'azienda BIOTEC ha portato al film BIOFLEX. I film BIOFLEX possono essere classificati come linee di estrusione di film in bolla, estrusione di film piani e linee di stampaggio a iniezione. Queste tre classificazioni hanno applicazioni in pellicole, sacchi per la spazzatura, fogli per pacciamatura, prodotti per l'igiene, film per pannolini, film a bolle d'aria, indumenti protettivi, guanti, sacchi a doppia costola, etichette, nastri-barriera, vassoi, vasi di fiori, prodotti e imballaggi per congelatori, bicchieri, imballaggi farmaceutici, stampaggio ad iniezione, posate usa e getta, lattine, contenitori, pezzi eseguiti, porta CD, articoli cimiteriali, giocattoli e materiale per scrivere[19];
- 2001: Metabolix inc. acquista l'attività "biopol" della Monsanto (originariamente Zeneca) che utilizza le piante per produrre bioplastiche[20];
- 2001: Nick Tucker usa l'erba dell'elefante come base in bioplastica per realizzare parti di automobili in plastica[20];
- 2005: Cargill e Dow Chemicals acquistano in joint-venture NatureWorks, la principale industria mondiale produttrice di PLA[21]. Quest'azienda americana era l'unica realtà produttiva che all'epoca riusciva a garantire una disponibilità della sua bioplastica in tutto il mondo. NatureWorks usa il mais statunitense per ottenere il suo PLA brevettato chiamato Ingeo, prodotto in Nebraska e commercializzato in Europa dal gruppo Resinex. Ingeo è tra le prime bioplastiche totalmente atossiche e sicure certificate come adatte anche per gli alimenti;
- 2007: il mercato testa la prima plastica biodegradabile al 100% chiamata Mirel di Metabolix inc, ottenuta dalla fermentazione dello zucchero di mais e da batteri geneticamente modificati[22].
- 2012: una bioplastica viene sviluppata dalle alghe, risultando essere una delle plastiche più rispettose dell'ambiente sulla base di una ricerca pubblicata dalla rivista Journal of Pharmaceutical Research[23][24];
- 2013: viene depositato un brevetto sulla bioplastica derivata dal sangue e su un agente reticolante. Questo nuovo materiale può essere applicato in ambito medico come sostituto di tessuti, cartilagine, tendini, legamenti, ossa e nella somministrazione di cellule staminali[25];
- 2014: in uno studio pubblicato nel 2014 si scopre che le bioplastiche possono essere ottenute miscelando scarti vegetali (prezzemolo e gambi di spinaci, bucce di cacao, bucce di riso, ecc.) con soluzioni di TFA di pura cellulosa[26];
- 2016: un esperimento rileva che un paraurti per auto che supera gli standard normativi di sicurezza può essere realizzato con materiali bioplastici a base di nanocellulosa utilizzando bucce di banana[27][28];
- 2017: una ricerca pone le basi per lo sviluppo di bioplastiche ottenute da lignocellulosa (materia vegetale secca)[29];
- 2018: Ikea avvia la sua prima produzione industriale di mobili in bioplastica e il primo imballaggio a base di frutta[30];
- 2019: cinque diversi tipi di nanomateriali a base di chitina sono stati estratti e sintetizzati dal "Korea Research Institute of Chemical Technology". Se messi sottoterra, gli oggetti raggiungevano una biodegradazione del 100% entro sei mesi[31].

Tuttora le bioplastiche rappresentano una minima parte della produzione mondiale di materie plastiche, dovendo le poche aziende produttrici far fronte ad un'elevata concorrenza con l'industria petrolifera e tradizionale, anche se alcune azioni intraprese a livello europeo per la protezione dell'ambiente stanno cercando di portare il mercato verso una maggior sostenibilità.

## Esempi di bioplastiche
Alcuni esempi di bioplastiche sono:
- bioplastiche ottenute da miscele di amidi vari (amido di mais, grano, tapioca e/o patate) come il Mater-Bi (della Novamont),[32]  BC-BIO. (della  Biopolytech.), Biolice (della LCI), Bioplast (della Biotec, ottenuto da fecola di patate),[33] Cereplast Compostables (della Cereplast),[34] Biotecnomais,[35] Vegemat (della Vegeplast)[36] e Solanyl[37]
- bioplastiche biodegradabili: Apinat (di API Applicazioni Plastiche Industriali)[38][39]
- PLA (o acido polilattico), noto anche come "poli (acido lattico)", un poliestere termoplastico ottenuto polimerizzando acido lattico. Viene ricavato dagli zuccheri dell'amido di mais e tra i principali brevetti abbiamo il PLA Ingeo (della NatureWorks Llc)
- Poliidrossialcanoati (PHA)[40]
- Poliidrossibutirrato (PHB)
- Poliidrossivaleriato (PHV)
- Poiidrossiesanoato (PHH)
- Polibutilene succinato (PBS)
- bioplastiche a base di cellulosa: Biograde[41]
- bioplastiche derivanti dalla Canapa

## Applicazioni proposte
Esistono ancora poche applicazioni commerciali per le bioplastiche. Il costo e le prestazioni rimangono problematici. Tipico è l'esempio dell'Italia, dove i sacchetti di plastica biodegradabile sono obbligatori per gli acquirenti dal 2011 con l'introduzione di una legge specifica.
Le bioplastiche sono utilizzate per imballaggi alimentari come sacchetti per frutta e verdura, buste per la spesa, vaschette per la gastronomia, pellicole estensibili e capsule per il caffè; per articoli usa e getta come bottiglie, stoviglie, posate, pentole, ciotole e cannucce.
I biopolimeri sono disponibili anche come rivestimenti per la carta piuttosto che i più comuni rivestimenti petrolchimici.
Le bioplastiche chiamate bioplastiche drop-in sono chimicamente identiche alle loro controparti a combustibili fossili ma realizzate con risorse rinnovabili. Gli esempi includono bio-PE, bio-PET, bio-propilene, bio-PP e nylon a base biologica. Le bioplastiche drop-in sono facili da implementare tecnicamente poiché è possibile riutilizzare le infrastrutture esistenti per la plastica petroderivata. Un percorso bio-based dedicato consente di ricavare prodotti che non possono essere ottenuti attraverso reazioni chimiche tradizionali e che hanno proprietà uniche e superiori rispetto alle alternative a base fossile.
Oltre ai materiali strutturali, si stanno sviluppando bioplastiche elettroattive che promettono di trasportare corrente elettrica.

### Esempi

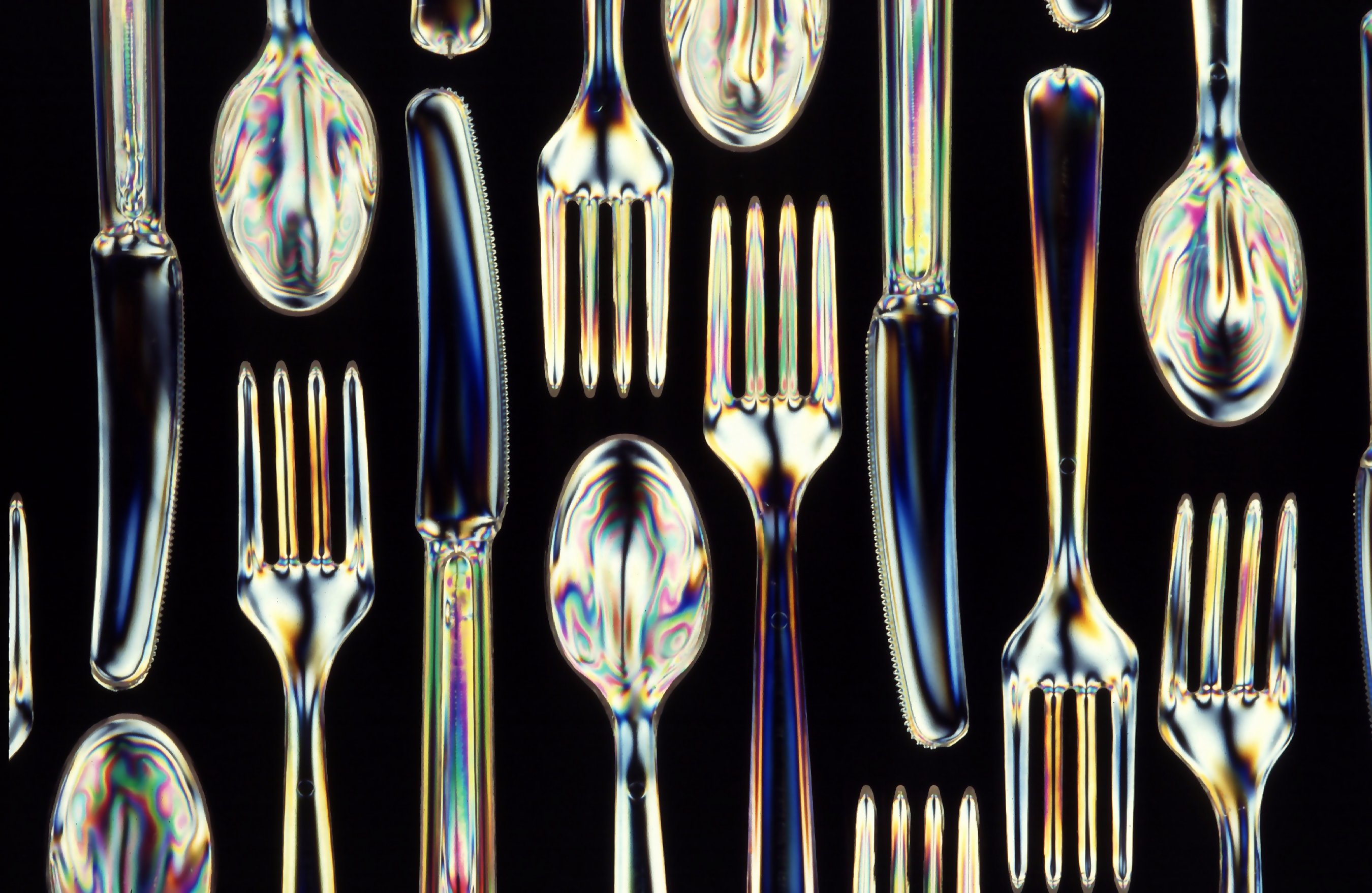
Utensili in plastica biodegradabile
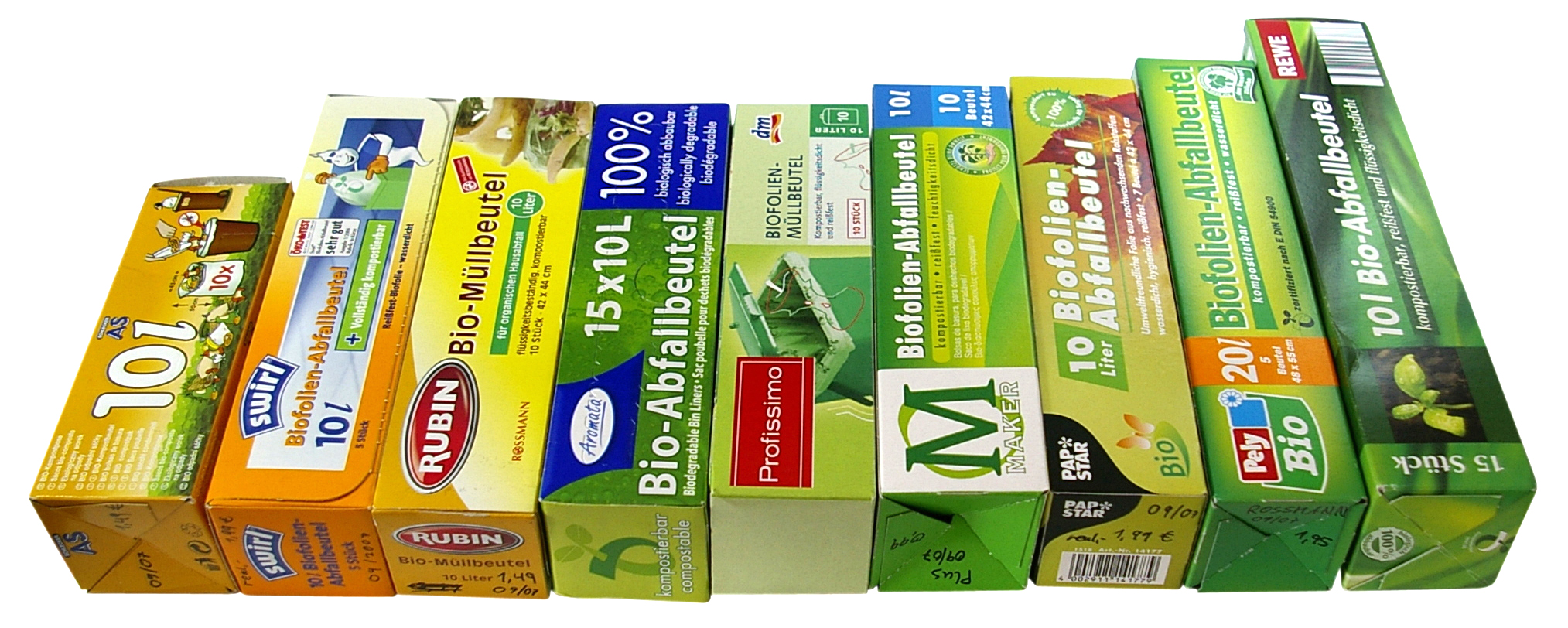
Imballaggi in plastica realizzati con bioplastiche e altre plastiche biodegradabili
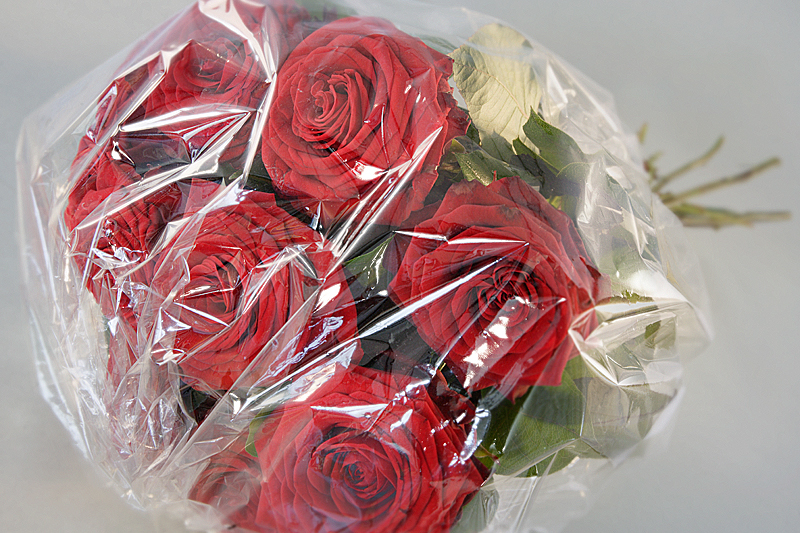
Confezione di fiori in bio-flex misto a PLA

## Esempio di bioplastica biodegradabile

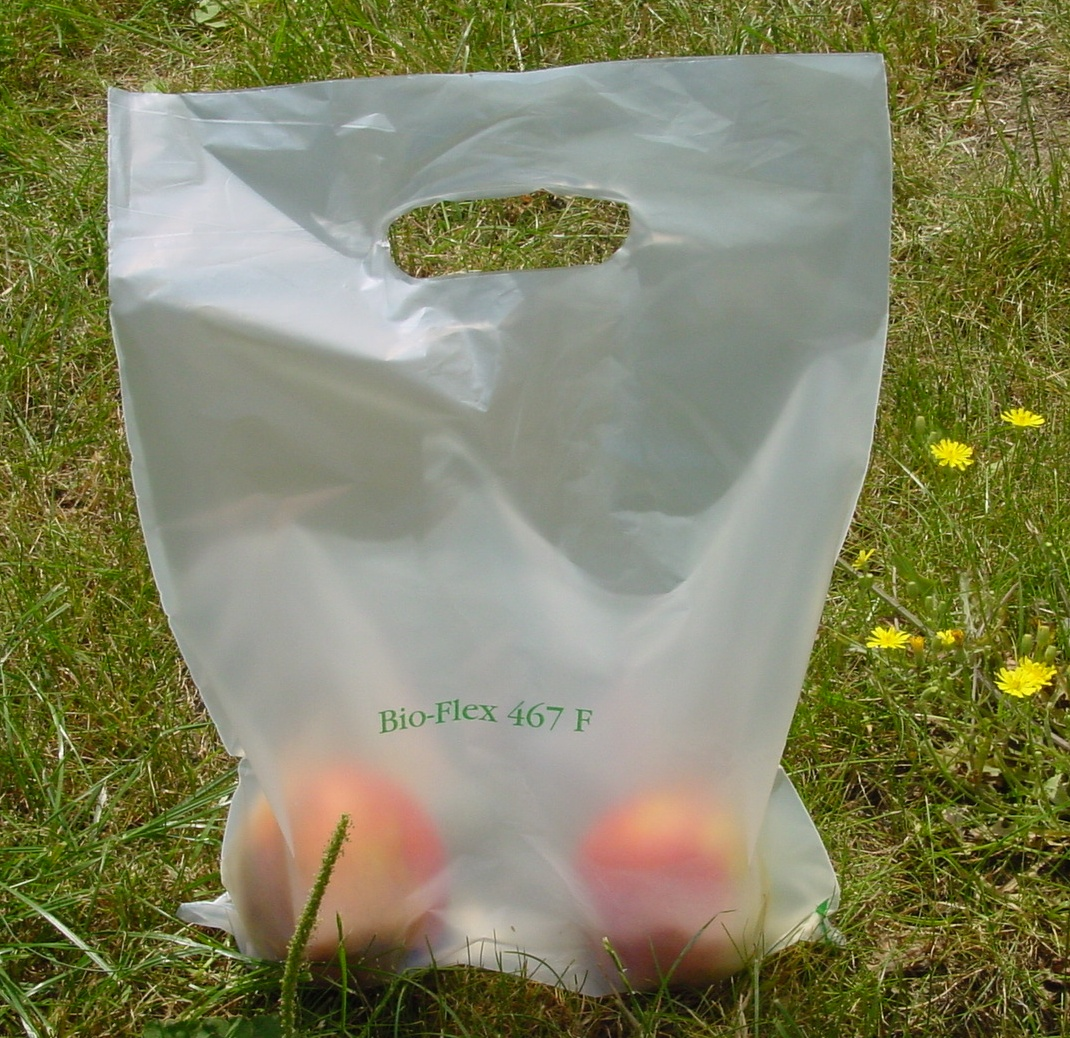
Un sacchetto in acido polilattico.

Una bioplastica può essere biodegradabile se deriva da materiali organici come ad esempio il frumento, il mais oppure la barbabietola da zucchero.
Una bioplastica può essere biodegradabile e costituita del tutto o in parte da materie prime vegetali rinnovabili annualmente (biomassa): in questo caso si definisce "bio-based" (a base biologica).
Attualmente l'unico standard a livello europeo che precisa cosa si intenda per "materia plastica biodegradabile" è il EN 13432 del 2002, dedicato agli imballaggi compostabili, adottato in Italia con il nome di UNI EN 13432:2002 e determina i criteri di compostabilità di una determinata bioplastica in un impianto di compostaggio industriale, quindi a temperature elevate (55-60 °C), ad un determinato livello di umidità, in presenza di ossigeno: condizioni decisamente più adatte alla biodegradazione che non le naturali condizioni di biodegradazione nel terreno, in acqua dolce o in ambiente naturale.
Le bioplastiche attualmente sul mercato sono composte principalmente da farina o amido di mais, grano o altri cereali. Quelle certificate biodegradabili e compostabili, in accordo con la Norma Europea EN 13432, se correttamente smaltite dopo l'uso (secondo le indicazioni del proprio comune di residenza), costituiscono parte del compost creato dagli impianti di compostaggio industriale: concime e ammendante che può essere impiegato in agricoltura.
Degli specifici tipi di bioplastica possono essere usati in agricoltura per la pacciamatura sotto forma di biotelo e risolvono il problema dello smaltimento, in quanto la pellicola è lasciata a decomporsi naturalmente sul terreno.

## Impatto ambientale

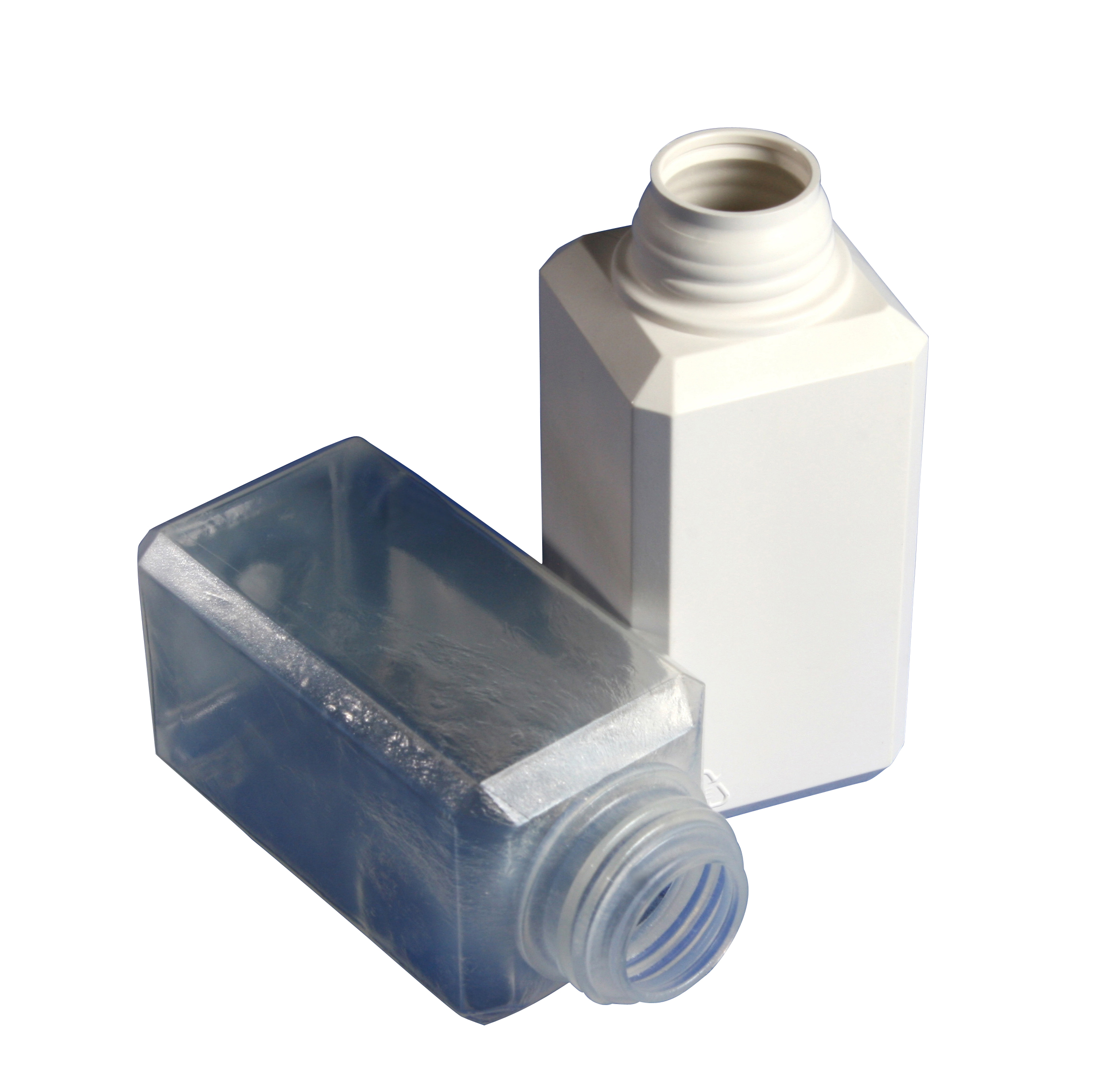
Bottiglie in acetato di cellulosa biograde (una famiglia di compound termoplastici)

Le bioplastiche hanno in generale un minor impatto ambientale rispetto alle plastiche convenzionali e sono preferibili a queste da un punto di vista della sostenibilità, ma non sono esenti totalmente da effetti negativi sugli ecosistemi. Materiali vegetali come l'amido, la cellulosa, il legno, lo zucchero e la biomassa vengono utilizzati in sostituzione dei combustibili fossili per produrre biopolimeri. Questo rende la produzione di bioplastiche un'attività più sostenibile rispetto alla produzione di plastica petroderivata, nonché fornisce supporto economico alla filiera agricola piuttosto che a quella petrolifera. L'impatto ambientale delle bioplastiche è spesso dibattuto, in quanto ci sono molti parametri diversi per il "green" (ad esempio uso dell'acqua, uso dell'energia, deforestazione, biodegradazione, ecc...). Gli impatti ambientali della bioplastica sono classificati in uso di energia non rinnovabile, cambiamento climatico, eutrofizzazione ed acidificazione. La produzione di bioplastica riduce significativamente le emissioni di gas serra e il consumo di energia non rinnovabile rispetto alla filiera fossile; le aziende di tutto il mondo sarebbero infatti in grado di aumentare la sostenibilità dei loro prodotti semplicemente utilizzando le bioplastiche al posto dei petroderivati tradizionali.
Sebbene le bioplastiche risparmino più energia non rinnovabile rispetto alle plastiche convenzionali ed emettano meno gas serra, hanno anche alcuni impatti ambientali negativi come l'eutrofizzazione e l'acidificazione delle acque. Le bioplastiche inducono potenziali di eutrofizzazione più elevati rispetto alle plastiche petrolchimiche. La produzione di biomassa durante le pratiche agricole industriali può far percolare nitrati e fosfati nei corpi idrici; questo provoca l'eutrofizzazione, il processo in cui un corpo acquifero acquisisce un'eccessiva ricchezza di nutrienti. L'eutrofizzazione è una minaccia per le risorse idriche di tutto il mondo poiché provoca proliferazioni algali dannose che creano zone povere di ossigeno, uccidendo cosí gli organismi animali ivi presenti. Le bioplastiche non correttamente trattate possono aumentare l'acidificazione degli oceani e dei laghi, andando ad alterare il pH della massa d'acqua. L'aumento dell'eutrofizzazione e dell'acidificazione causata dalle bioplastiche è dovuta anche all'utilizzo errato di fertilizzanti chimici nella coltivazione delle materie prime rinnovabili per la produzione di quest'ultime.
Gli impatti ambientali positivi includono invece l'esercizio di una minore ecotossicità umana e terrestre nonché minori potenziali cancerogeni rispetto alla plastica convenzionale. Tuttavia, le bioplastiche esercitano un'ecotossicità acquatica maggiore rispetto ai materiali petroderivati. Le bioplastiche e altri materiali a base vegetale aumentano l'esaurimento dell'ozono stratosferico rispetto alla plastica convenzionale; questo è il risultato delle emissioni di protossido di azoto durante l'applicazione di fertilizzanti in agricoltura industriale per la produzione di biomassa. I fertilizzanti artificiali aumentano le emissioni di protossido di azoto soprattutto quando la coltura non necessita di tutto il nitrato somministrato. Altri impatti ambientali minori delle bioplastiche includono la tossicità dovuta all'uso di agrofarmaci sulle colture utilizzate per la loro produzione, emissioni di anidride carbonica dai veicoli di raccolta, elevato consumo di acqua per la coltivazione della biomassa, erosione del suolo, perdita di carbonio nel terreno e perdita di biodiversità. L'uso del suolo per la produzione di bioplastiche porta a una perdita di sequestro del carbonio e aumenta i costi di esso.
Un ultimo problema legato all'uso di bioplastiche è la competizione con la produzione alimentare, poiché diverse tipologie di biopolimeri derivano da fonti alimentari vegetali come il mais. Esse sono chiamate "bioplastiche di prima generazione". Le bioplastiche per materie prime di seconda generazione utilizzano colture non alimentari (materie prime cellulosiche) o materiali di scarto provenienti da materie prime di prima generazione (ad es. olio vegetale residuo). Le bioplastiche di terza generazione utilizzano invece proteine batteriche e alghe come materia prima, ma sono ancora in fase di sviluppo. La terra necessaria per coltivare la biomassa per le plastiche "a base biologica" attualmente prodotte in tutto il mondo ammonta a circa lo 0,02% della superficie coltivabile. Se invece basassimo tutta la produzione mondiale attuale di plastiche fossili (250 milioni di tonnellate) sui vegetali come materia prima, la percentuale salirebbe al 5-7%. La direzione però verso cui l'UE vuole tendere è quella dell'economia circolare, ovvero di utilizzare piuttosto materie prime alternative, provenienti da rifiuti e flussi secondari dell'agricoltura e della produzione alimentare. 

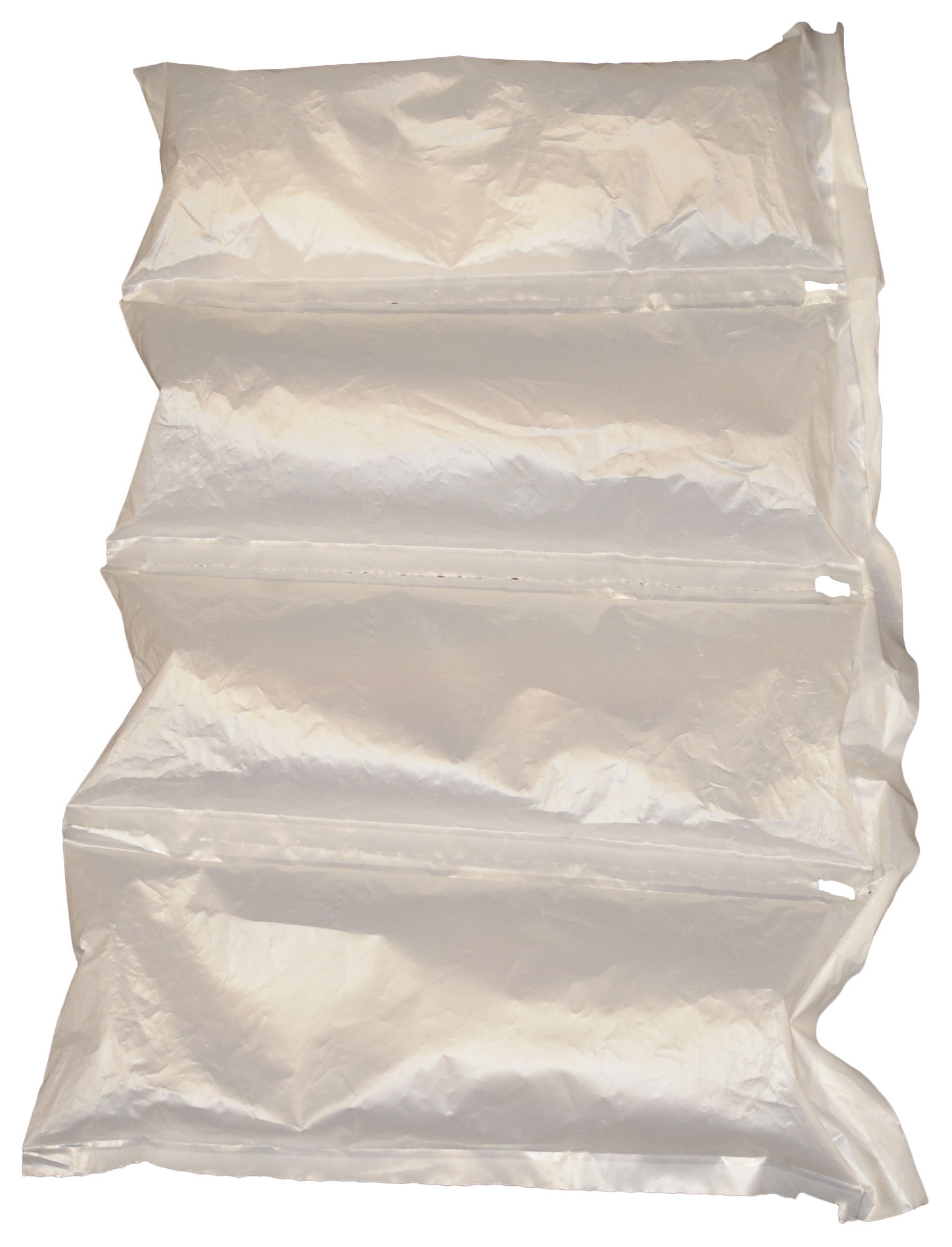
Confezione cuscino d'aria in bio-flex misto PLA

### Degradazione delle bioplastiche
La biodegradazione di qualsiasi plastica è un processo che avviene nell'interfaccia solido/liquido del substrato, per cui gli enzimi nella fase liquida depolimerizzano la fase solida. Alcuni tipi di bioplastiche, così come le plastiche convenzionali contenenti additivi, sono in grado di andare incontro a decomposizione. Le bioplastiche si degradano in ambienti diversi, per questo motivo sono considerate più sostenibili delle plastiche convenzionali. La biodegradabilità delle bioplastiche si verifica in varie condizioni ambientali tra cui temperatura e tasso d'umiditá. Sia la struttura che la composizione del biopolimero o del biocomposito hanno un effetto sul processo di degradazione, con la conseguenza che la modifica della struttura chimica delle molecole impiegate potrebbe influenzare la degradabilità del prodotto finito. Il suolo e il compost come condizioni ambientali sono generalmente più efficienti nella biodegradazione a causa della loro elevata diversità microbica rispetto ai corpi idrici. Il compostaggio non solo decompone le bioplastiche in modo efficiente, ma riduce anche significativamente le emissioni di gas serra. Il trattamento delle bioplastiche nel compost può essere migliorata aggiungendo zuccheri solubili e aumentando la temperatura. Le condizioni ambientali ritrovate comunemente in natura hanno un'elevata diversità di microrganismi che facilitano la biodegradazione delle bioplastiche, tuttavia richiedono temperature più elevate e un tempo più lungo rispetto alle compostiere industriali. Alcune bioplastiche particolari si biodegradano in modo più efficiente nei corpi idrici e nei sistemi marini; tuttavia, ciò è fonte di pericolo per gli ecosistemi presenti.
Se non correttamente smaltite nella frazione organica dei rifiuti solidi urbani, le bioplastiche che raggiungono le discariche a causa della mancanza di adeguati impianti di compostaggio o raccolta differenziata da parte degli utenti rilasciano metano mentre si decompongono anaerobicamente.

## Industria e mercati

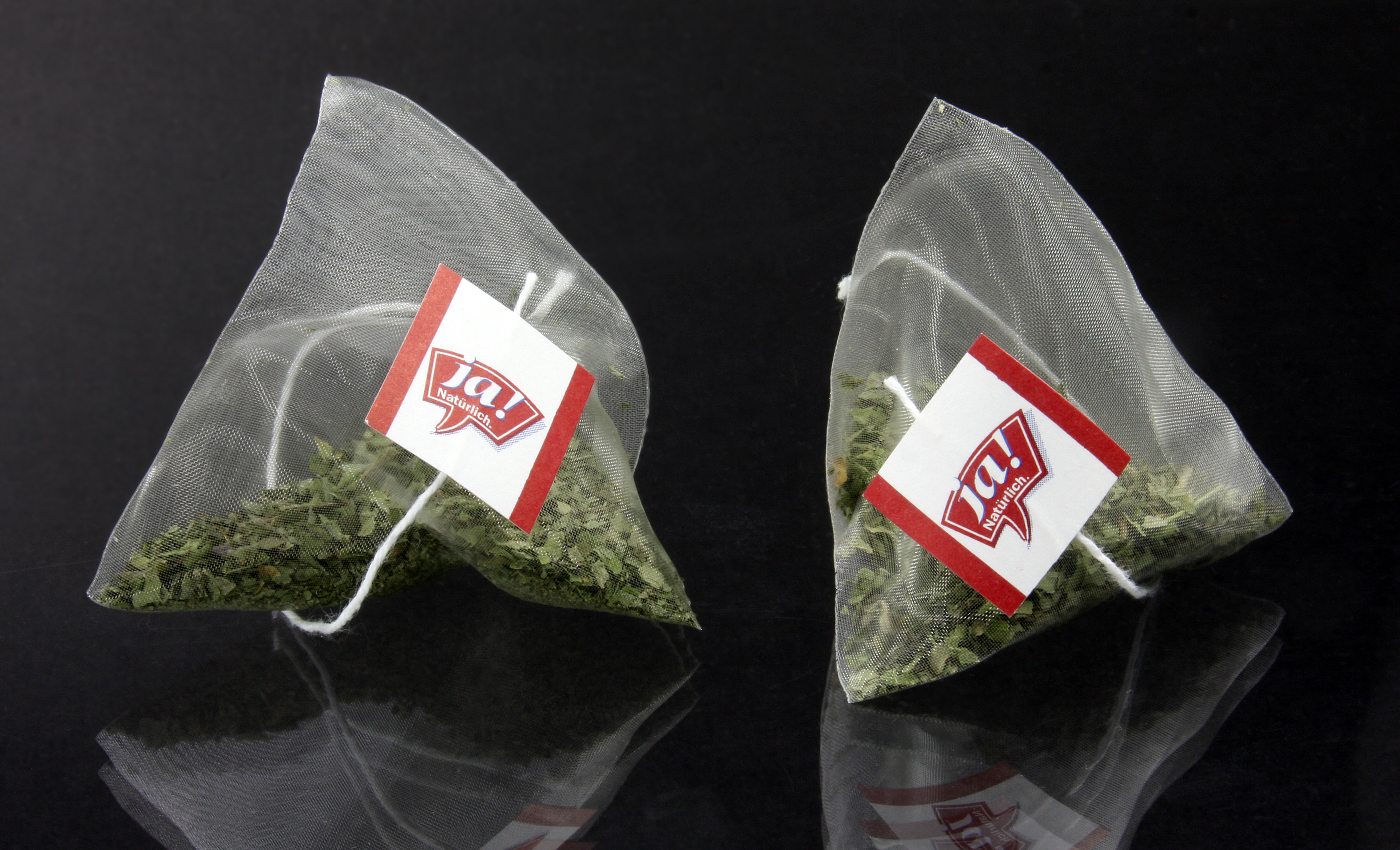
Bustine di tè in polilattide (PLA)

Mentre materie plastiche a base di materiali organici sono state prodotte da aziende chimiche per tutto il 20º secolo in forma sperimentale, la prima industria focalizzata esclusivamente sulle bioplastiche, Marlborough Biopolymers, è stata fondata nel 1983. Tuttavia, Marlborough e altre iniziative che sono succedute non sono riuscite a conseguire un successo commerciale a lungo termine. La prima di queste società riuscita a farlo è stata l'azienda italiana Novamont, fondata nel 1989. Attualmente l'unica impresa in grado di operare e rifornire della propria bioplastica tutti i mercati mondiali è l'americana NatureWorks, che commercializza il suo PLA chiamato Ingeo, distribuito in Europa dal gruppo Resinex.
Le bioplastiche rimangono meno dell'uno per cento di tutte le materie plastiche prodotte nel mondo. La maggior parte di esse non risparmia ancora più emissioni di carbonio di quelle necessarie per produrle, seppur siano significativamente minori rispetto alla plastica convenzionale derivata dal petrolio.
I sacchetti compostabili composti dal 60% di materia prima fossile e del 40% rinnovabile costituiscono, nel mercato italiano, la maggioranza. Questi sacchetti, a differenza di quelli di carta, creano delle problematiche di degradazione negli impianti di compostaggio anaerobico industriale.

### Bioplastiche nel mercato alimentare
La bioplastica viene utilizzato nella realizzazione di bicchieri, posate, piatti, pellicole, contenitori per alimenti, sacchetti biodegradabili, packaging e persino nel settore medicale e nella stampa 3D. Una delle applicazioni più comuni è nella produzione di sacchetti trasparenti per frutta e verdura, in alternativa alle buste di plastica tradizionali.

## Galleria d'immagini

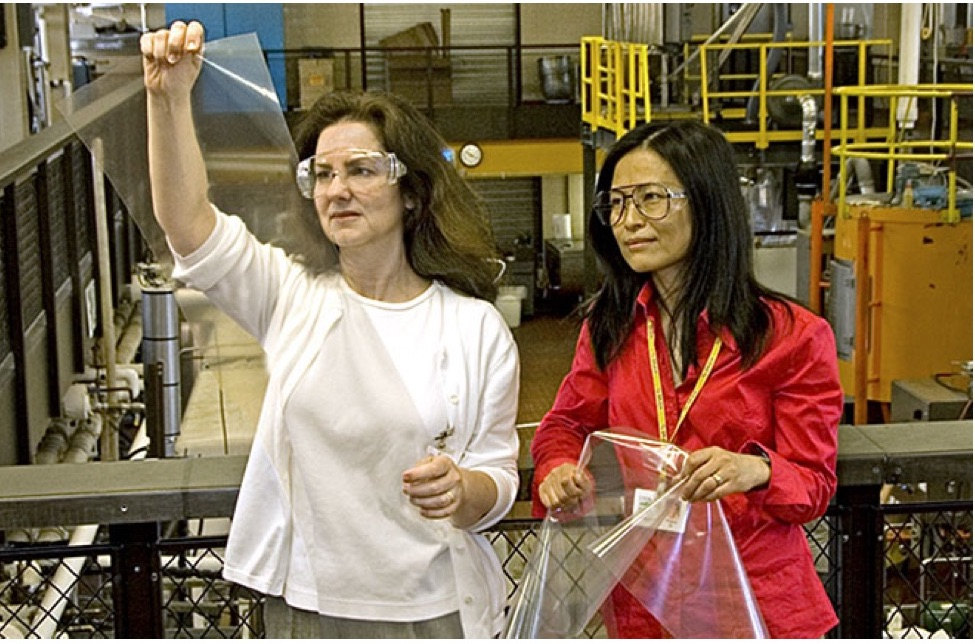
Sviluppo di un rivestimento di pellicola di caseina commestibile presso l'USDA[79].
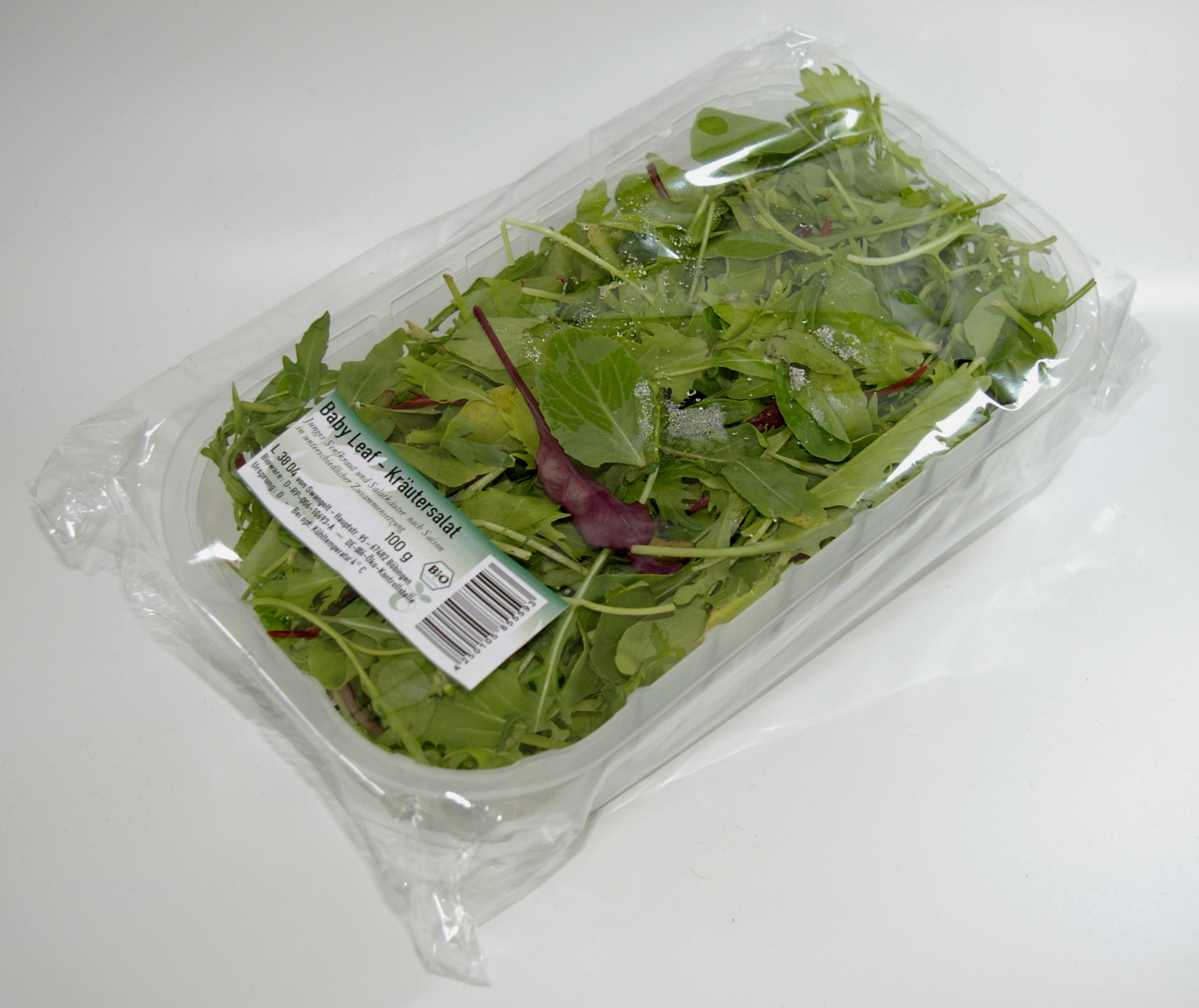
Un blister da imballaggio in acetato di cellulosa, una bioplastica
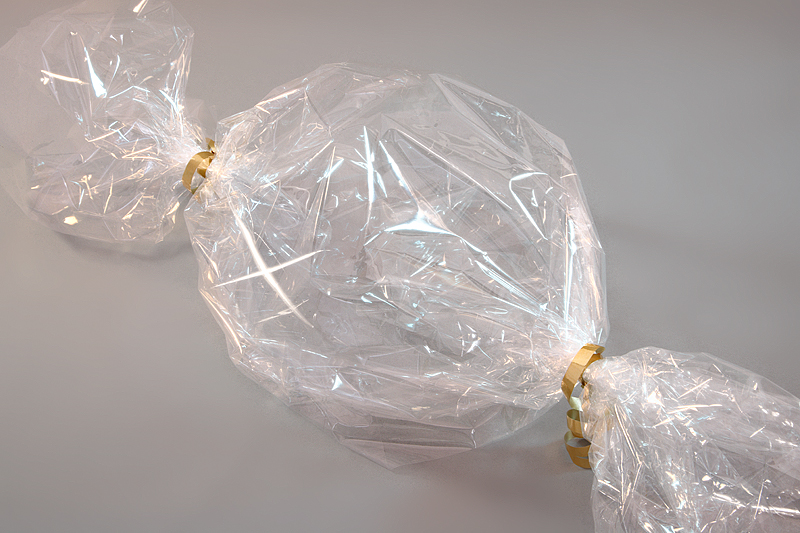
Imballaggio per dolci in bio-flex misto PLA
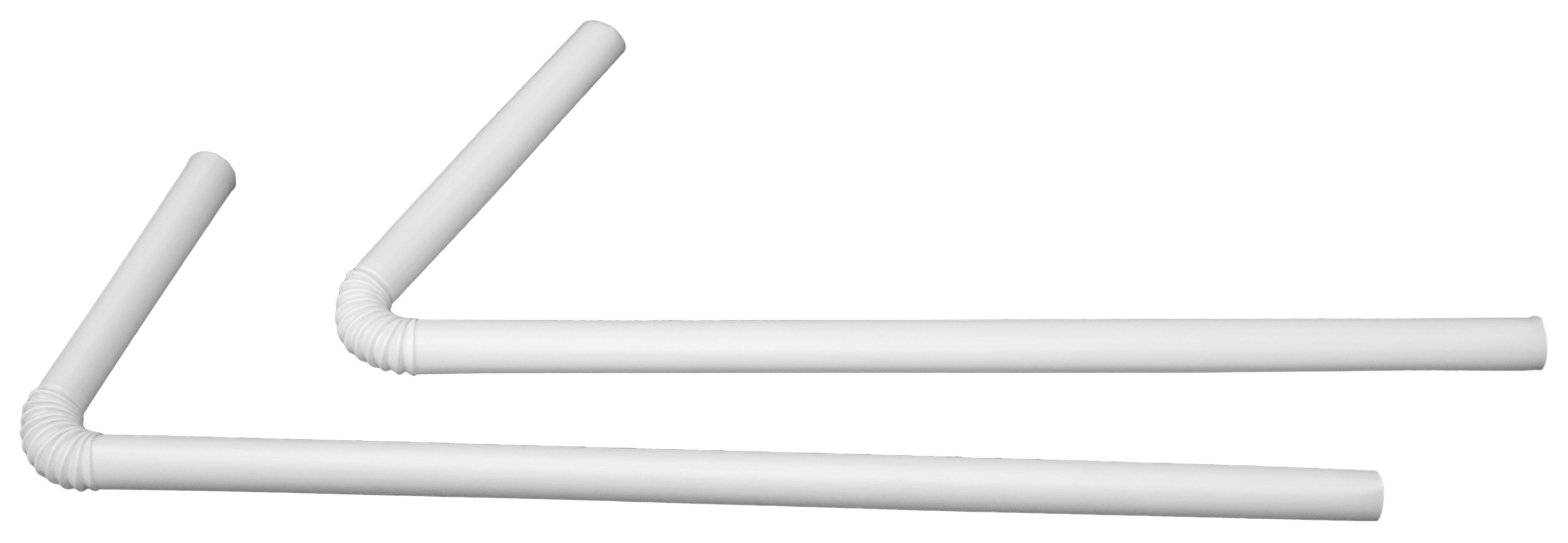
Cannucce in bio-flex di miscela PLA
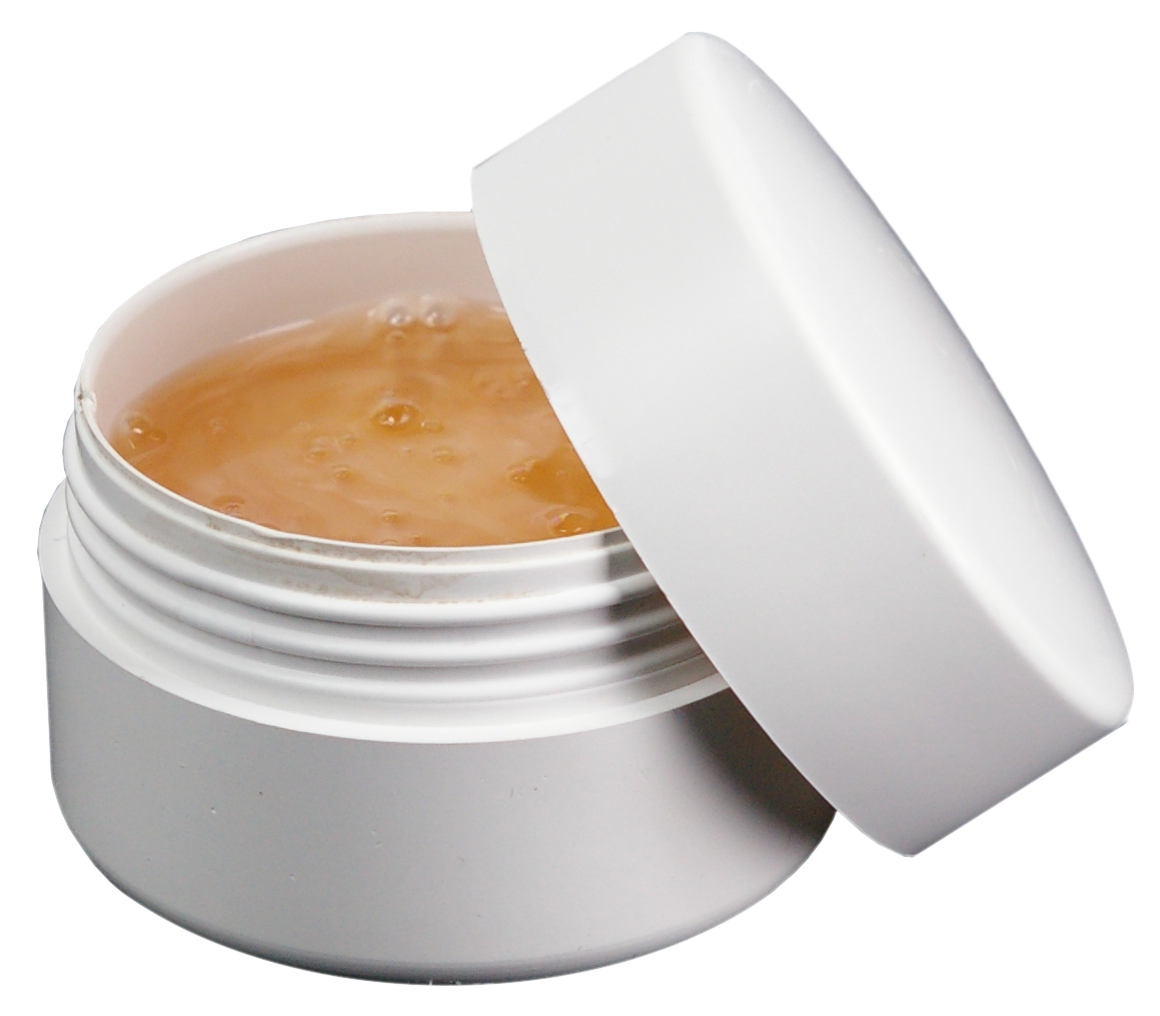
Barattolo in misto PLA bio-flex, una bioplastica
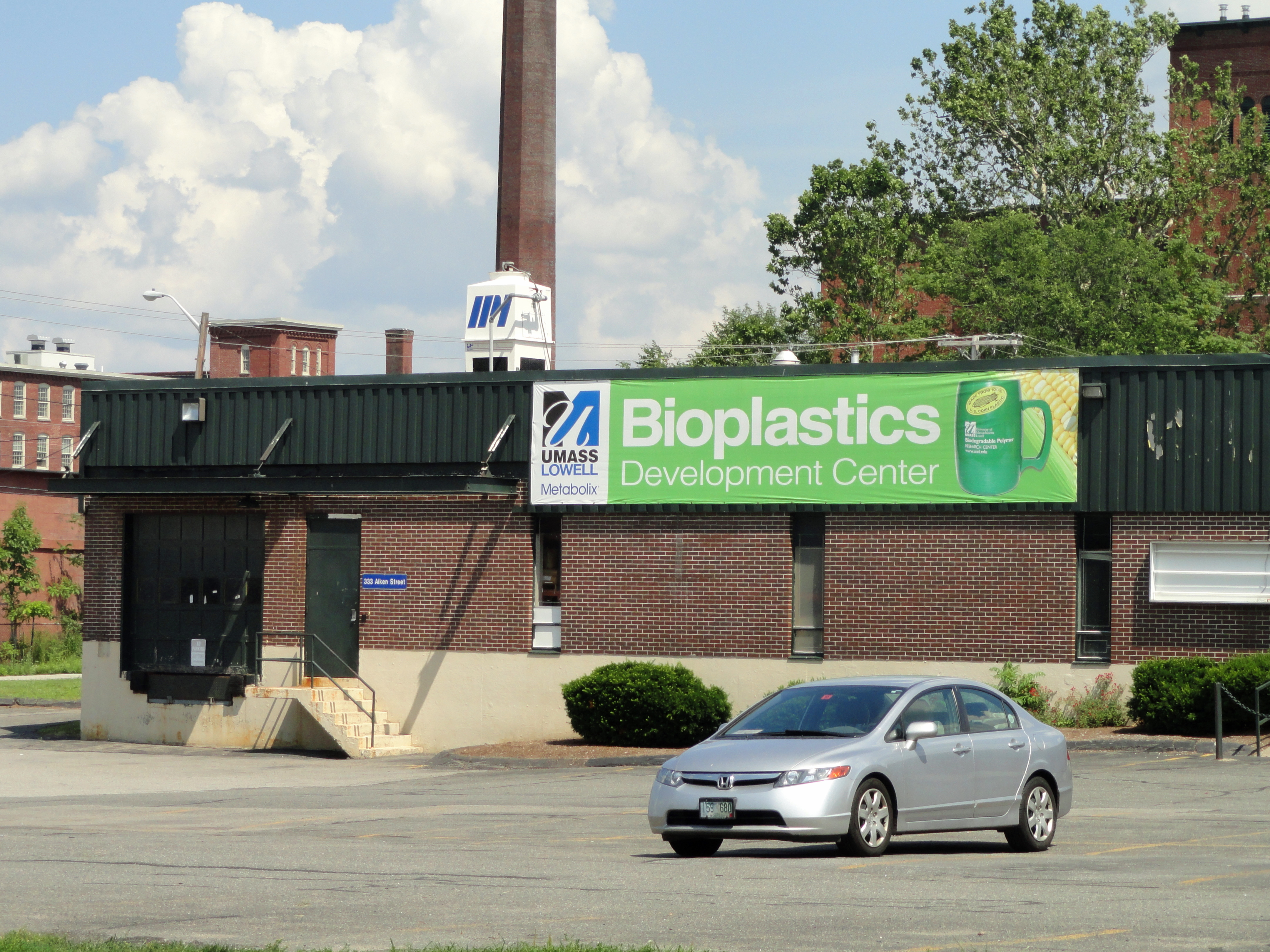
Centro per lo sviluppo delle bioplastiche - Università del Massachusetts Lowell
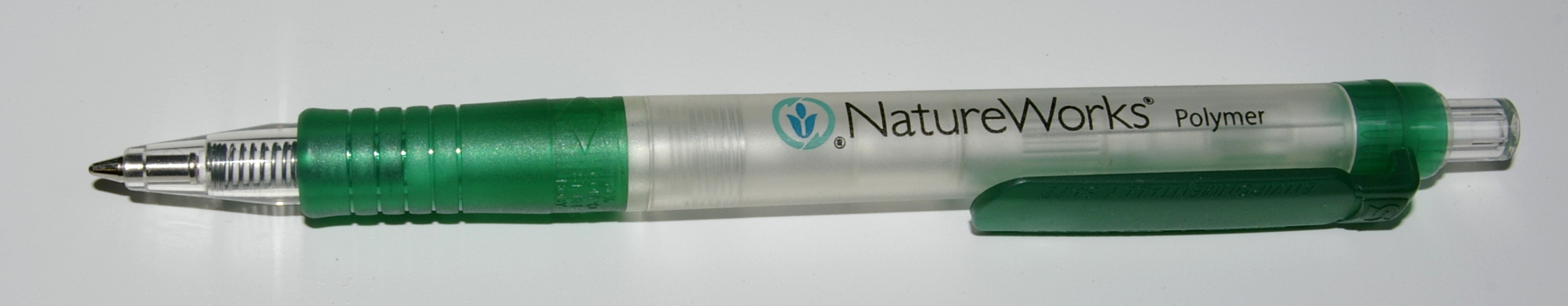
Una penna realizzata con bioplastiche (Polylactide, PLA)
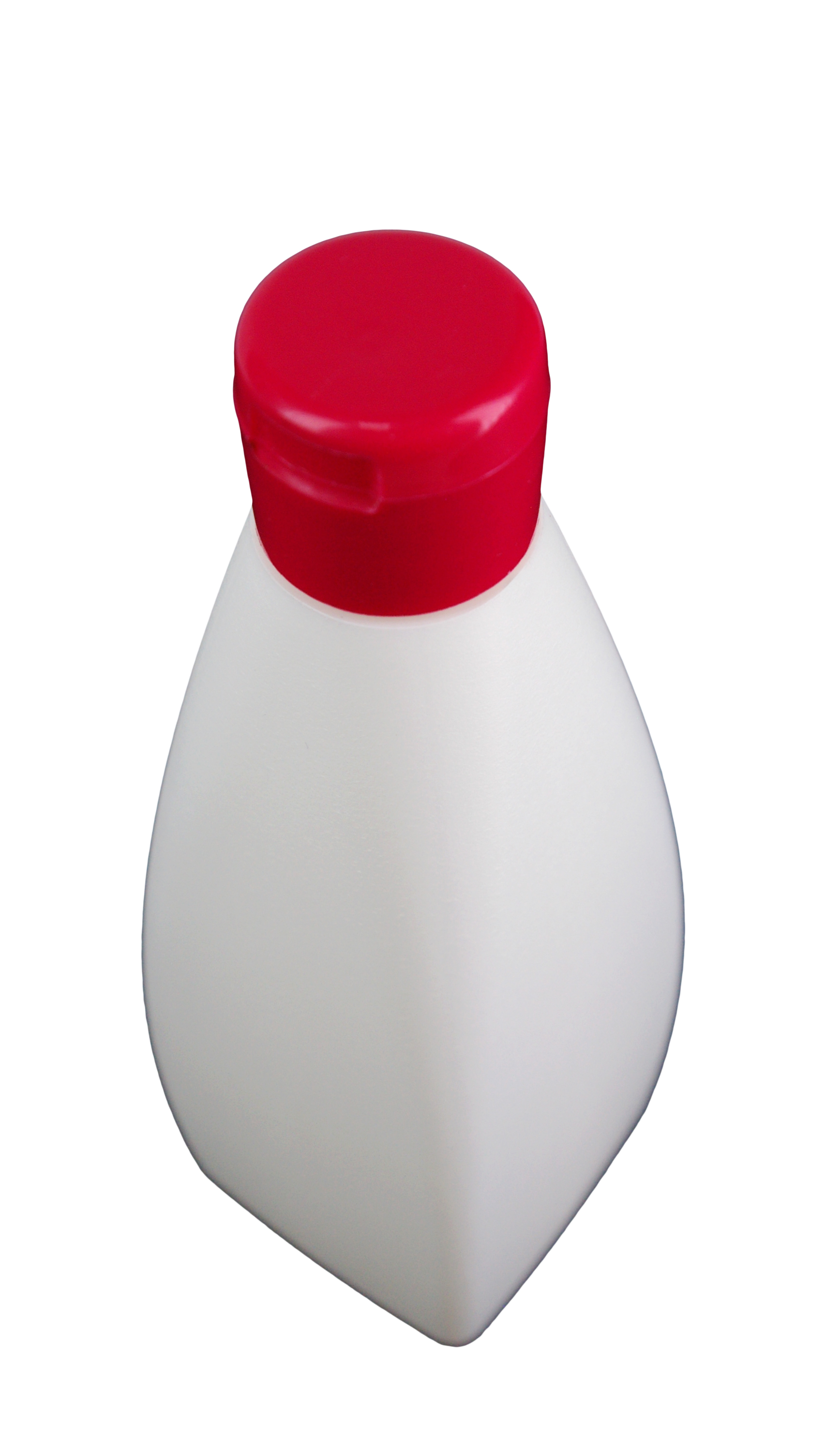
Una bottiglia per shampoo in bioplastica realizzata in bio-flex di miscela PLA
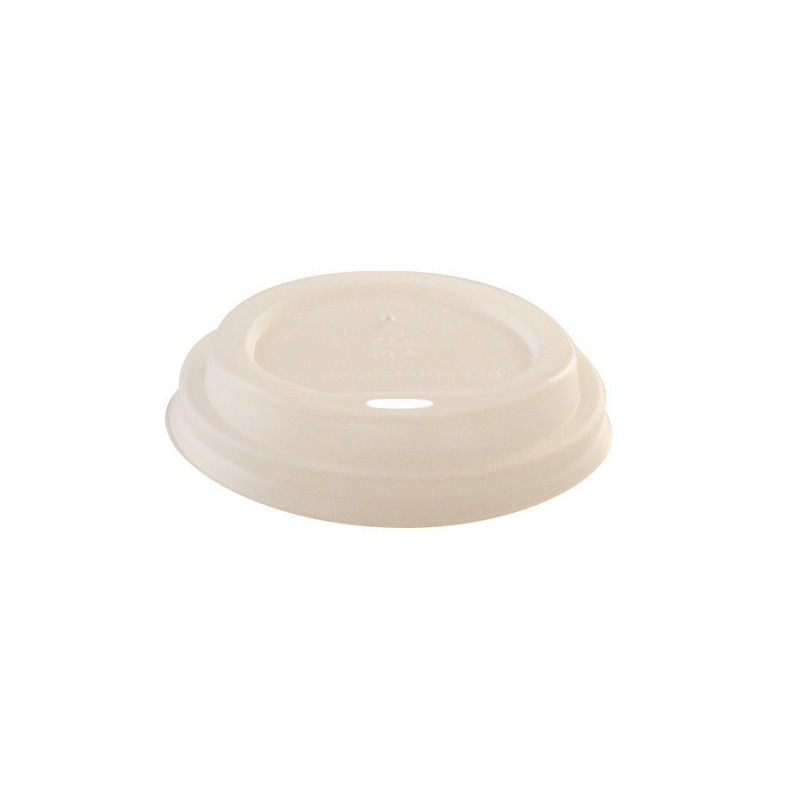
Un coperchio di un bicchiere in CPLA[78] ad uso alimentare